# Isophya melanochloris
Isophya melanochloris är en insektsart som beskrevs av Rehn, J.A.G. 1911. Isophya melanochloris ingår i släktet Isophya och familjen vårtbitare. Inga underarter finns listade i Catalogue of Life.